# Курманенко Сергій Олександрович
Сергі́й Олекса́ндрович Курманенко —полковник Збройних сил України, учасник російсько-української війни.

## З життєпису
Станом на липень 2012-го року підполковник Курманенко — заступник командира полку — начальник повітрянодесантної служби.
В часі боїв на Донбасі зазнав поранення.

## Нагороди
За особисту мужність і героїзм, виявлені у захисті державного суверенітету та територіальної цілісності України, вірність військовій присязі під час російсько-української війни
- нагороджений орденом «За мужність» III ступеня (25.3.2015).